# 147e brigade de chars
Pour les articles homonymes, voir 147e brigade.
La 147e brigade de chars est une unité blindée soviétique de la Seconde Guerre mondiale. Elle est créée le 1er août 1941 à partir des restes du 17e corps mécanisé. Engagée contre l'opération Typhon, l'offensive allemande vers Moscou, elle est détruite dans la poche de Viazma début octobre 1941.

## Historique

### Formation
La brigade est créée le 1er août 1941 à partir de la 27e division de chars (ru), qui rassemble elle-même les restes du 17e corps mécanisé,,. La brigade est placée sous le commandement du colonel Kazantchev. Elle est organisée avec un régiment de chars (le 147e) à trois bataillons, un bataillon motorisé de fusiliers et de mitrailleuses, un groupe (divizion) antiaérien et des éléments de soutien.
Le 30 septembre 1941, la brigade compte neuf chars moyens T-34, vingt-trois chars légers BT et dix-huit chars légers T-26.

### Engagement et destruction
Dès le déclenchement de l'opération Typhon, la 147e brigade, jusque-là en réserve du front de Réserve, est réorganisée et rattachée au front de l'Ouest. Elle est subordonnée au groupe opérationnel du général-lieutenant Boldine formé le 3 octobre, dont elle constitue la réserve. À partir du lendemain, le groupe Boldine est engagé dans des contre-attaques dans la zone de Kholm-Jirkovski (en) contre les blindés du Panzergruppe 3 mais ne parvient pas à les empêcher de traverser le Dniepr. Le 147e régiment de chars de la brigade combat de Boulytchiovo (ru) vers Iakovskaïa (ru) tandis que le reste de la brigade est toujours en réorganisation dans la zone d'Izdechkovo (ru). Le 6, la brigade a perdu 70% de ses véhicules de combat.
Le 5 au soir, la brigade reçoit l'ordre de rejoindre Viazma et d'y se placer sous les ordres de la 16e armée mais n'exécute pas cet ordre car ses chars sont engagés au combat. Le 8, le groupe Boldine, qui ne compte maintenant plus qu'une cinquantaine de chars en trois brigades (dont la 147e), est en repli vers le nord-est, au côté de la 19e armée. Le 11, lorsque la 19e armée tente de percer l'encerclement, la brigade doit soutenir l'attaque de la 2e division de fusiliers d'Orlianka (ru) vers Ivaniki (ru) mais le commandant de la division de fusiliers note que la brigade ne compte plus aucun char. La brigade est considérée comme unité combattante jusqu'au 14 octobre.